# La selva dei dannati
La selva dei dannati (La mort en ce jardin) è un film del 1956 diretto da Luis Buñuel.

## Trama
Dopo una sanguinosa rivolta contro  l'esercito tentata da parte di un gruppo di cercatori di diamanti 5 persone fuggono in barca, ma inseguiti dai soldati, per cercare di raggiungere la salvezza in Brasile sono costretti a scendere a terra e a attraversare la giungla. Sono un anziano cercatore d'oro e la figlia sordomuta, una prostituta, un prete e un misterioso giovane personaggio giunto nella cittadina da pochissimo. Sarà lui a capo del gruppo che dovrà sopportare fatiche e fame prima di giungere alla salvezza. Che però non arriverà per tutti.